# 1324
1324 (MCCCXXIV) a fost un an bisect al calendarului iulian, care a început într-o zi de marți.

## Evenimente
- 28 februarie: Bătălia de la Vaprio (de pe Adda). Seniorul Galeazzo I Visconti de Milano înfrânge trupele pontificale.
- 23 martie: Papa Ioan al XXII-lea excomunică pe împăratul Ludovic al IV-lea de Bavaria.
- 11 iulie: Papa Ioan al XXII-lea pronunță depunerea lui Ludovic al IV-lea.
- 20 iulie: Aragonezii ocupă castelul din Cagliari, încheind cucerirea Sardiniei și a Corsicii, în ciuda unei puternice rezistențe a genovezilor.

### Nedatate
- iulie: În drum spre Mecca, împăratul Kankan Musa I din statul Mali întreprinde o vizită la Cairo.
- iulie-august: Sub pretextul că regele Eduard al II-lea al Angliei nu a prestat omagiu pentru provincia Guyenne, regele Carol al IV-lea al Franței decide ocuparea provinciei; aceasta este ocupată fără nicio rezistență de către trupele franceze, conduse de Carol de Valois.
- august: Roger Mortimer evadează din Turnul Londrei și se refugiază în Franța.
- octombrie: Tratat încheiat între Imperiul bizantin și Republica Veneția.

## Arte, Știință, Literatură și Filosofie
- 3 mai: Primul concurs de poezie organizat la Toulouse de către Collège de la gaie science.
- Acuzat de erezie de către papă, William Ockham intră în domiciliu forțat la Avignon.
- Marsilio din Padova publică Defensor pacis.

## Nașteri
- 5 martie: David al II-lea, rege al Scoției (d. 1371)
- Dimitri, cneaz de Suzdal (d. 1383)
- Demetrios Cydones, cronicar bizantin (d. 1397)
- Giottino (n. Tommaso di Stefano), pictor italian (d. 1357)
- John Wycliff, teolog reformator englez (d. 1384)
- Manuel al II-lea, împărat bizantin de Trapezunt (d. 1333)
- Vittorio Pisani, amiral venețian (d. 1380)

## Decese
- 8 ianuarie: Marco Polo, explorator venețian (n. 1254)
- 11 februarie: Karl von Trier, mare maestru al Ordinului teutonic (n. 1265)
- 31 august: Henric al II-lea, rege titular al Ierusalimului (1285-1291), (n. 1271)
- 4 septembrie: Sancho, rege de Mallorca (1311-1324), (n. 1274)
- Dino Compagni, istoric italian (n.c. 1255)